# Уиппл, Джон Адамс
Джон Адамс Уиппл (англ. John Adams Whipple; 10 сентября 1822 — 10 апреля 1891) — американский изобретатель и фотограф. Первым в США произвёл химические вещества, используемые для дагеротипии; был пионером астрономической и ночной фотографии; получал премии за необыкновенно ранние фотографии Луны; первым создал изображения звёзд помимо Солнца — Веги и Мицара- Алькора.

## Биография
Уиппл родился в Графтоне, штат Массачусетс, в семье Джонатана и Мелинды (Граут) Уиппл. В детстве он был страстным любителем химии, и после внедрения процесса дагеротипирования в Соединенных Штатах (1839—1840) первым начал производить необходимые химикаты. Из-за этой работы его здоровье пошатнулось, и он посвятил своё внимание фотографии. Он сделал свой первый дагеротип зимой 1840 года, «используя солнцезащитное стекло вместо объектива, коробку свечей для фотоаппарата[проверить перевод] и ручку серебряной ложки вместо пластины». Со временем он стал известным портретистом в Бостоне. Помимо создания портретов для студии Уиппла и Блэка, Уиппл фотографировал важные здания в Бостоне и его окрестностях, в том числе дом, который занимал генерал Джордж Вашингтон в 1775 и 1776 годах (сфотографирован около 1855 года, сейчас фотография находится в Смитсоновском институте).
Уиппл женился на Элизабет Манн (1819—1891) 12 мая 1847 года в Бостоне.

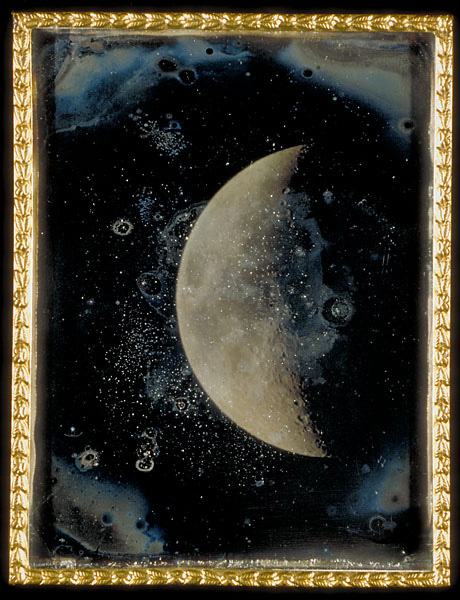
Джон Уиппл. Вид Луны. 1852

Между 1847 и 1852 годами Джон Уиппл и астроном Уильям Крэнч Бонд, директор обсерватории Гарвардского колледжа, использовали Большой телескоп-рефрактор Гарварда для получения изображений Луны, которые отличаются чёткостью деталей и эстетичностью. В то время это был самый большой телескоп в мире, и их снимки Луны получили приз за техническое совершенство в фотографии на выставке 1851 года в Хрустальном дворце в Лондоне.
В ночь с 16 на 17 июля 1850 года Уиппл и Бонд сделали первый снимок звезды (Веги). В 1863 году Уиппл использовал электрическое освещение для ночных фотографий Бостон-Коммон.
Уиппл был также изобретателем. Он изобрел карандашные дагеротипы[проверить перевод] и кристаллотипы (дагеротипы на стекле). Вместе со своим партнером или помощником Уильямом Бридом Джонсом он разработал процесс изготовления бумажных отпечатков со стеклянных негативов (кристаллотипов). Его американские патенты включают патент № 6056, «Карандашный дагеротип»; Патент № 7458, «Кристаллотип» (совместно с Уильямом Б. Джонсом).
Уиппл внезапно умер от пневмонии 10 апреля 1891 года в Кембридже, штат Массачусетс, и был похоронен в Вестборо.